# Kownaty (województwo wielkopolskie)

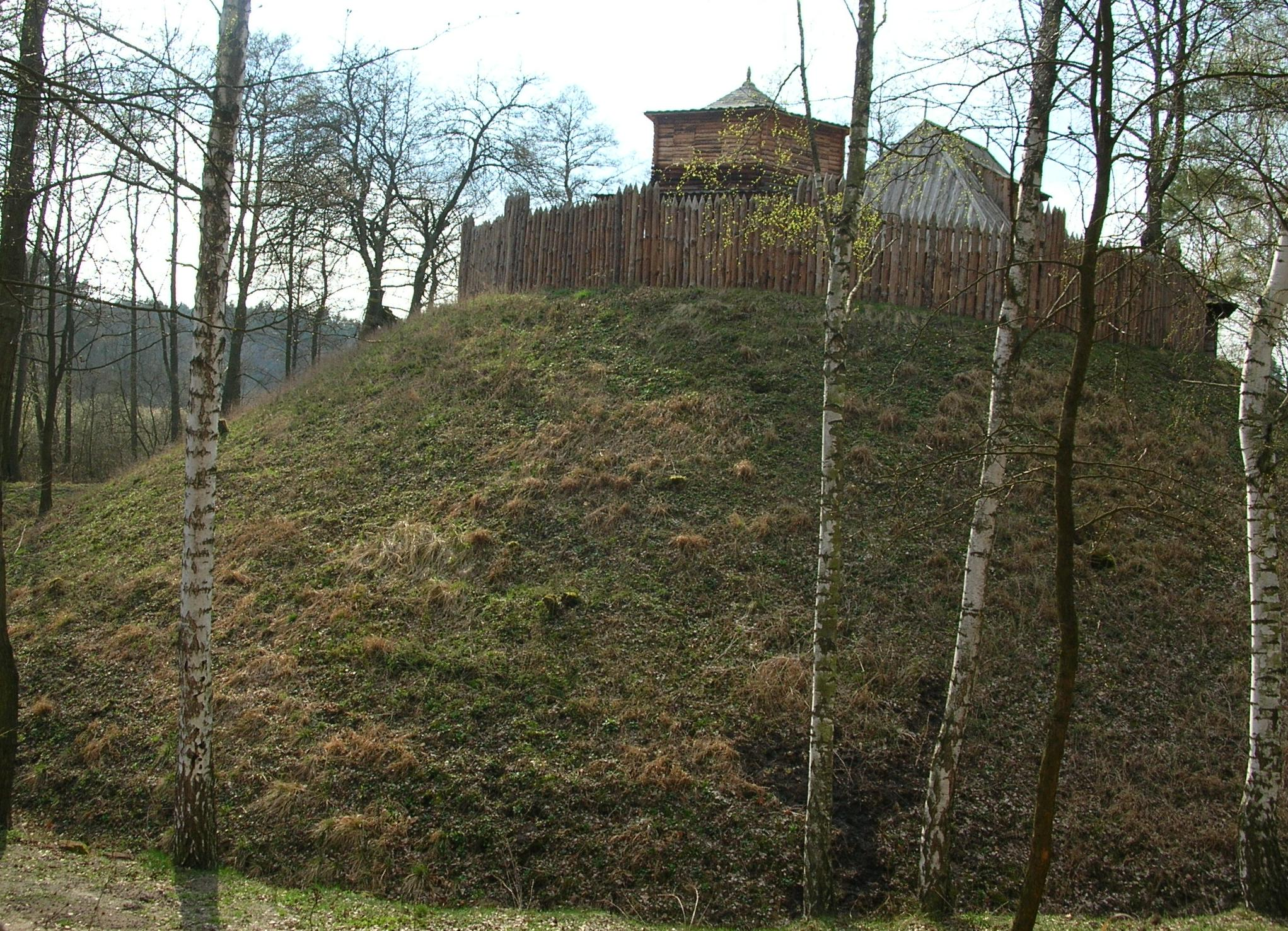
Skansen w Mrówkach - przysiółku Kownat

Kownaty – wieś w Polsce, położona w województwie wielkopolskim, w powiecie konińskim, w gminie Wilczyn.
| SIMC    | Nazwa           | Rodzaj    |
| ------- | --------------- | --------- |
| 0300222 | Kownaty-Kolonia | część wsi |

W latach 1975–1998 wieś administracyjnie należała do województwa konińskiego.